# Porvenir (Boliwia)
Porvenir – miasto w Boliwii, w departamencie Pando, w prowincji Nicolás Suárez.